# Fallulah
Fallulah, geboren als Maria Apetri (Tårnby (Amager), 6 februari 1985), is een Deens-Roemeens singer-songwriter. Ze brak in 2009 door met de single "I Lay My Head", in 2010 gevolgd door haar debuutalbum The Black Cat Neighbourhood.
Fallulah bevindt zich muzikaal gezien in het popgenre, maar heeft hier een eigen invulling aan gegeven in de vorm van indierock en Balkan-beats. Ze beschrijft zelf haar muziek als dansbare folk met rockinvloeden. Haar muziek wordt vergeleken met die van Florence and the Machine en Bat for Lashes.

## Biografie

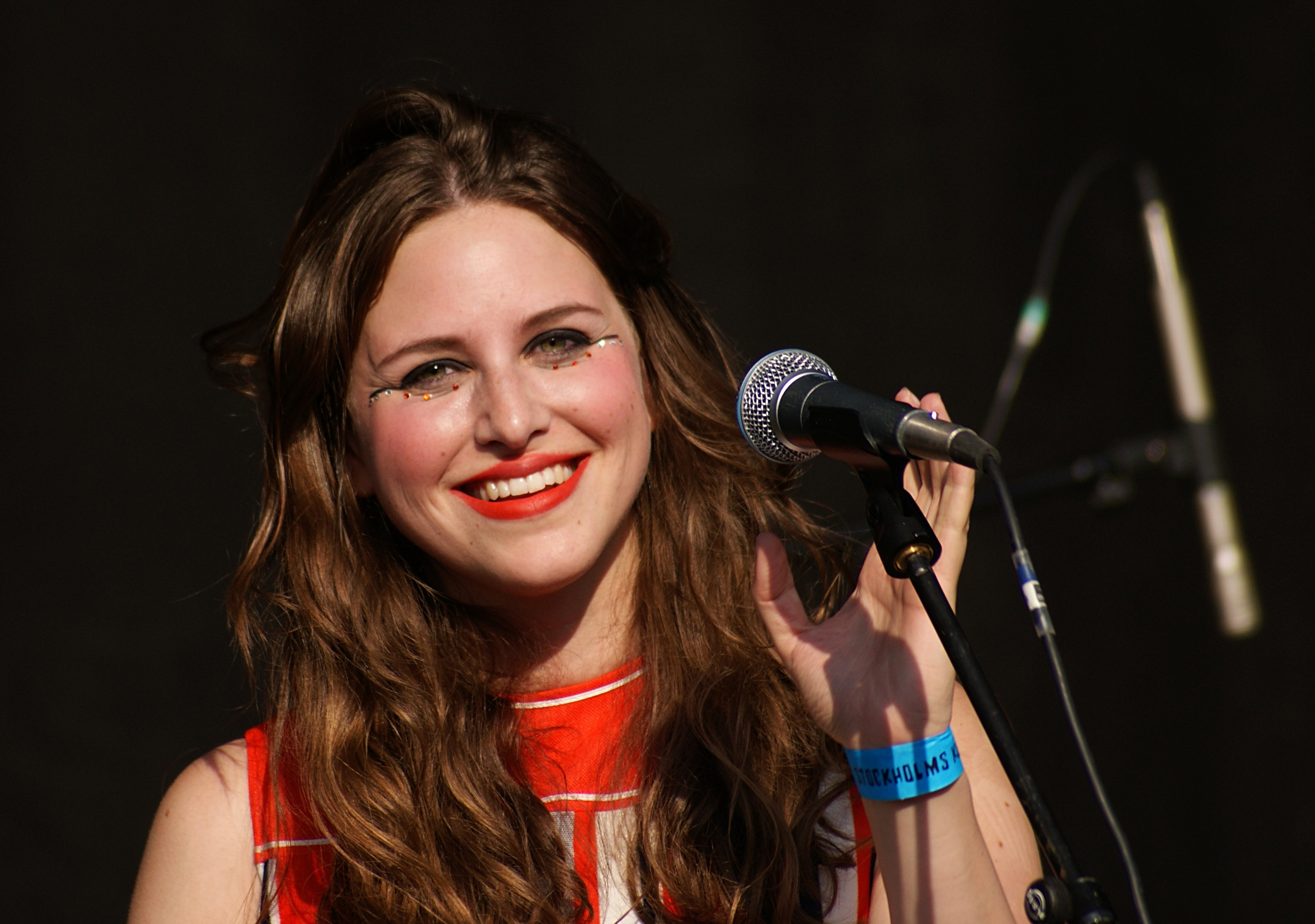
Fallulah trad in 2010 op het Stockholms Kulturfestival op.

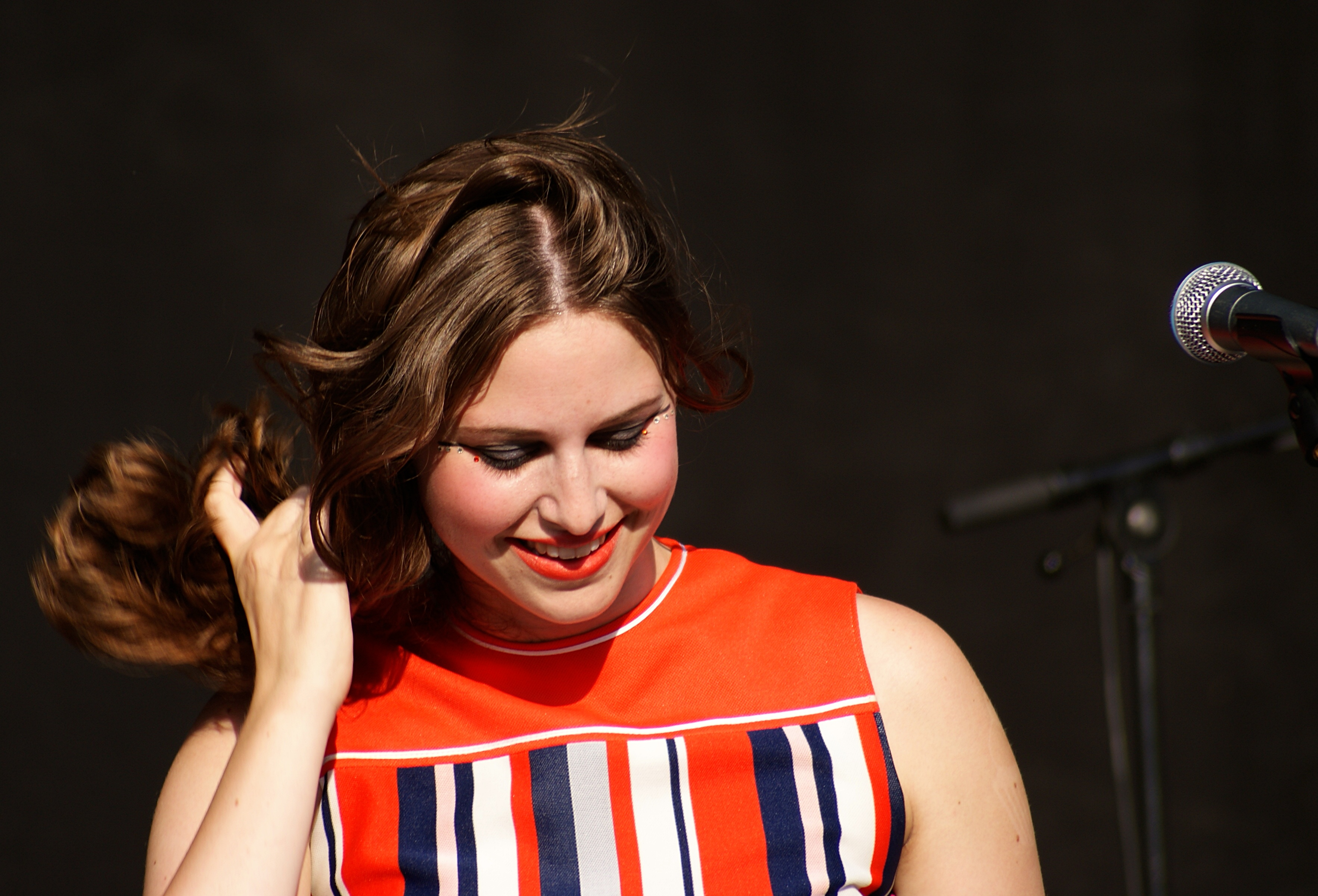

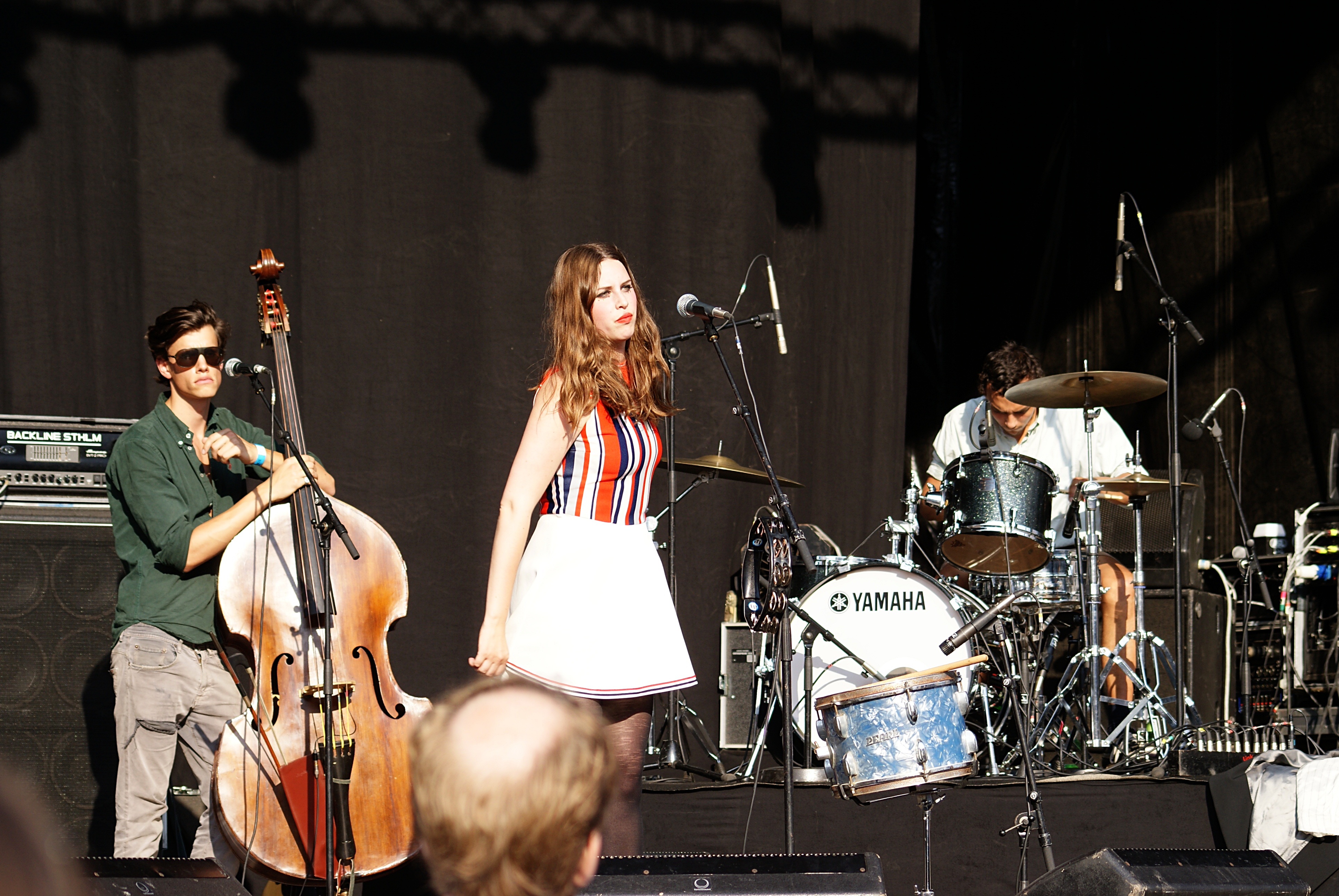

Fallulah is de dochter van de Roemeense choreograaf Nicolae Apetri en de Deense zangeres Dänin Lillian. In haar kinderjaren reisde ze mee met haar vader toen hij door de Balkan en Oost-Europa toerde. Toen ze op negenjarige leeftijd haar vader verloor, kwam deze hectiek ten einde.
Ze vertrok met haar moeder naar Jyderup, waar ze ging dansen. In 2004 studeerde ze af aan het Kalundborg Gymnasium og HF. Op eenentwintigjarige leeftijd verhuisde ze naar New York en begon ze een workshop in het Broadway Dance Centre. Ze verloor echter haar plezier in het dansen en keerde terug naar Kopenhagen om aan een muzikale loopbaan te beginnen.

## Muzikale loopbaan
Fallulah tekende in de zomer van 2009 een platencontract bij Sony Music, dat op 28 augustus 2009 haar eerste single "I lay my head" uitgaf. Hierna volgden de singles "Give us a little love" en "Bridges", dat in 2010 het meest gedraaid werd op Danmarks Radio.
Haar debuutalbum, The Black Cat Neighbourhood, werd op 8 februari 2010 uitgegeven. De productie hiervan werd verzorgd door Fridolin Nordsø. Het album werd meer dan tienduizend keer verkocht en daardoor met een gouden plaat bekroond.
Ze schreef het liedje "Out of it" voor de sitcom Lykke, die in januari 2011 in première ging. Dit liedje bereikte de hoogste positie in de Deense hitlijsten.
Fallulah heeft onder meer opgetreden op het Start! Festival en Roskilde.

## Discografie
- The Black Cat Neighbourhood (2010)

### Singles
- 2009: "I Lay My Head"
- 2010: "Give Us a Little Love"
- 2010: "Bridges"
- 2010: "Out of It"